# Samir Kuntar

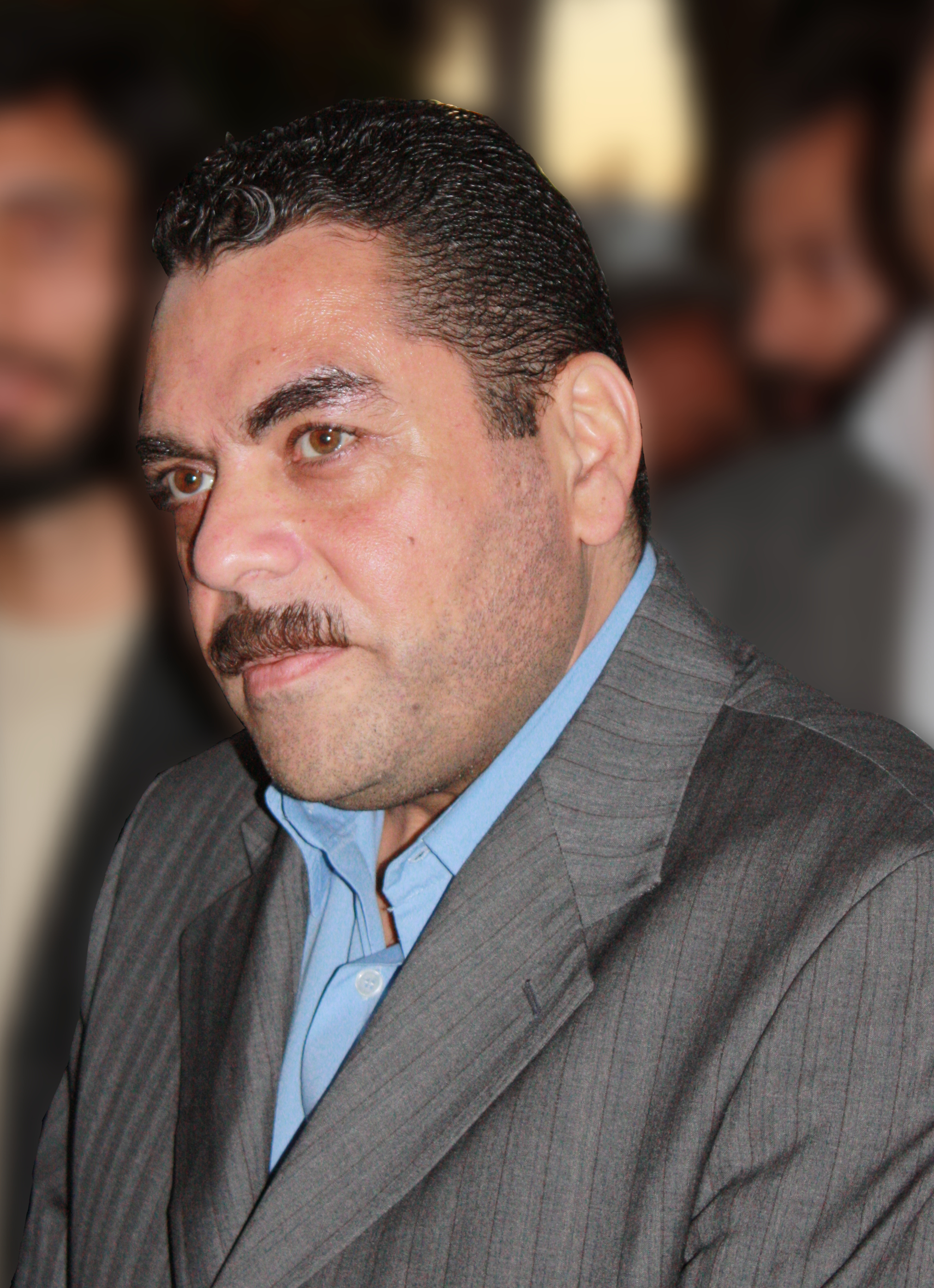
Samir Kuntar (2009)

Samir Kuntar (Arabisch: سمير القنطار) (Aabey, 20 juli 1962 – Jaramanah, 19 december 2015) was een Druzisch-Libanese terrorist die voor de PLF in 1979 een terroristische aanval uitvoerde op de Israëlische kustplaats Naharia.
Kuntar groeide op bij zijn stiefmoeder. Tijdens de Libanese Burgeroorlog kreeg hij als tiener een guerrillaopleiding. Hij probeerde in 1978 de grens tussen Jordanië en Israël over te steken, maar werd aangehouden en tot het eind van het jaar in Jordaanse gevangenschap gehouden. Op 22 april 1979 leidde Kuntar als 16-jarige in opdracht van Abu Abbas een aanval met een rubberboot vanuit Tyrus in het zuiden van Libanon. Na de landing in Naharia drongen zij een appartementencomplex binnen. Een politieagent die op de alarmmelding van bewoners was afgekomen, werd doodgeschoten. In het appartementencomplex gijzelden zij Danny Haran en zijn vierjarige dochter Einat. Zij werden meegenomen naar het strand, waar Kuntar, toen hij ontdekte dat de rubberboot onbruikbaar was, Haran van achteren doodschoot en de schedel van het meisje tegen de rotsen verbrijzelde.
Kuntar werd aangehouden en door de civiele rechtbank in Tel Aviv tot driemaal levenslang veroordeeld vanwege moord. Op 16 juli 2008 kwam Kuntar vrij toen hij geruild werd tegen de stoffelijke overschotten van de Israëlische militairen Ehud Goldwasser en Eldad Regev die door Hezbollah ontvoerd en vermoord waren. In Libanon werd Kuntar op de luchthaven van Beiroet als een held onthaald door de Libanese president Suleyman, minister-president Siniora en de parlementsvoorzitter Nabih Berri.
Op 19 december 2015 kwam Kuntar in Jaramanah, een voorstad van Damascus, om het leven bij een raketaanval. Op zijn begrafenis op 21 december liet Hezbollah weten dat zij Israël verantwoordelijk houden en zijn dood zullen vergelden. Israël onthoudt zich van commentaar. Het Vrij Syrisch Leger zou de aanslag hebben opgeeïst.